# José Cobos
José Cobos (ur. 23 kwietnia 1968 w Strasburgu) – francuski piłkarz grający na pozycji obrońcy.
Cobos jest pochodzenia hiszpańskiego, w trakcie swojej kariery grał w Ligue 1 w klubach RC Strasbourg, Paris Saint-Germain FC, Toulouse FC i OGC Nice, odszedł na emeryturę w 2005 roku.